# كانم (محافظة)
كانم أحد أقاليم تشاد الأربعة عشر القديمة. وتقع كانم في غرب البلاد، على مساحة 114،520 كيلومترا مربعا، وكان عدد سكانها 279،927 نسمة عام 1993، وعاصمتها ماو.